# جورج هانت (قایقران روئینگ)
جورج هانت (انگلیسی: George Hunt; ۱ اوت ۱۹۱۶ – ۳ سپتامبر ۱۹۹۹) قایقران روئینگ اهل ایالات متحده آمریکا بود.